# Scopula crawshayi
Scopula crawshayi är en fjärilsart som beskrevs av Louis Beethoven Prout 1932. Scopula crawshayi ingår i släktet Scopula och familjen mätare. Inga underarter finns listade.